# Île Plate (Côtes-d'Armor)
Pour les articles homonymes, voir Île Plate.
L'île Plate (breton : Enez Plat) est une île appartenant à l'archipel des Sept-Îles, en Bretagne.